# Chiesa di San Martino (Ala)
La chiesa di San Martino (o "chiesa arcipretale di San Martino Vescovo") è la parrocchiale di Pilcante, frazione di Ala, in provincia ed arcidiocesi di Trento; fa parte della zona pastorale della Vallagarina.

## Storia

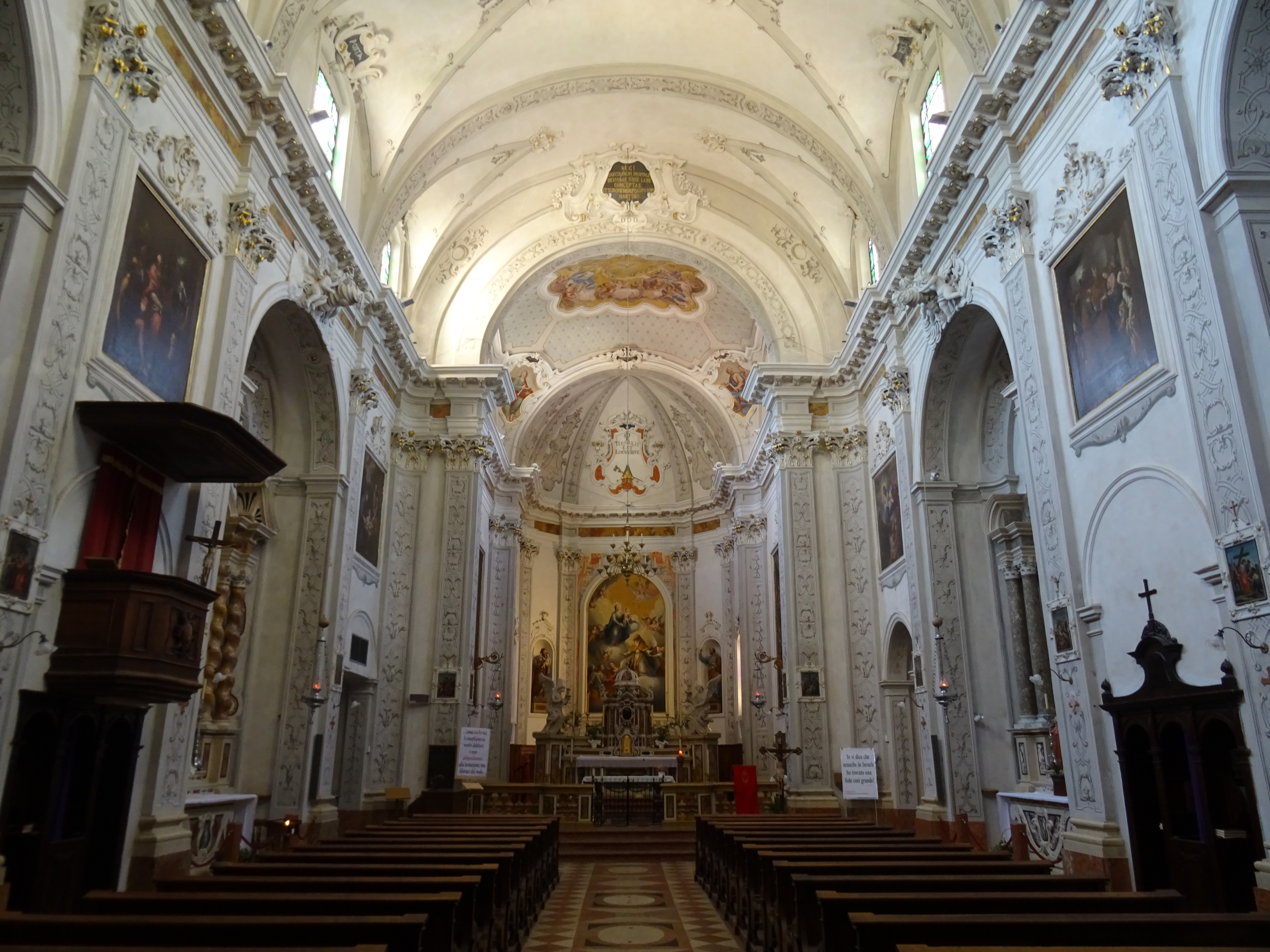
Interno

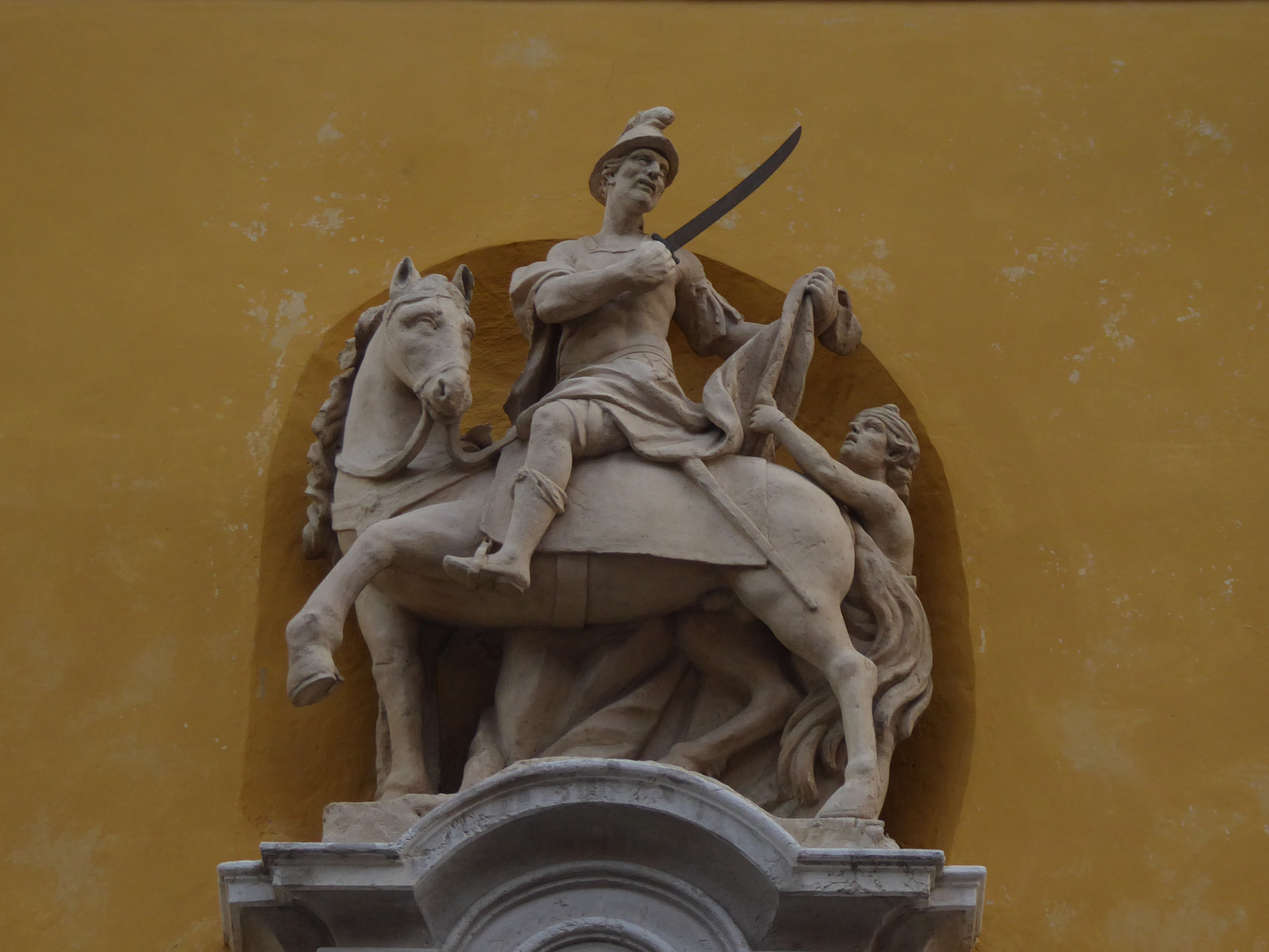
La statua di san Martino col povero sulla facciata

La prima citazione di una chiesa a Pilcante risale al 13 agosto 1319 con il testamento di Guglielmo da Castelbarco.. 
Dal 1450 in poi, il paese ebbe stabilmente un sacerdote con sede fissa, alle dipendenze della Pieve di Brentonico. La sua elezione ufficiale a parrocchia avvenne nel 1658.
Questa cappella fu ampliata tra il 1735 e il 1736 e nel 1742 demolita assieme al vecchio campanile. L'attuale parrocchiale venne costruita su progetto di Bernatdo Tacchi tra il 1742 e il 1744, aperta al culto il 20 ottobre di quello stesso anno e decorata tra il 1745 e il 1747. Il campanile fu eretto tra il 1753 e il 1756. La chiesa venne consacrata il 30 aprile 1762 dal vescovo di Verona Nicolò Antonio Giustinian. La parrocchia di Pilcante, assieme ad altre cinque, passò il 23 agosto 1785 dalla diocesi di Verona a quella di Trento. L'edificio fu poi ristrutturato nel 1882. Durante la prima guerra mondiale Il tetto della chiesa venne danneggiato; fu riparato nel 1919. Il 6 luglio 1929 l'arcivescovo di Trento Celestino Endrici concesse alla chiesa il titolo di arcipretale.
Tra i dipinti presenti nella chiesa, la pala dell'altare maggiore col patrono (Giuseppe Poppini di Schio 1843), s. Nicolò, Giobbe e l'Angelo Custode (Jacobus Novarini 1753), s. Francesco di Assisi (Cignaroli). 
Una delle tele ha subìto un grave atto di vandalismo il 22 aprile 2007 e gli stessi responsabili hanno compiuto cinque vandalismi con un taglierino, in cinque differenti chiese sparse per la Vallagarina. A tutte e cinque le tele delle cinque differenti chiese trentine e è stato asportato un volto. Tutti questi scempi hanno cagionato un danno incommensurabile anche ai Beni Culturali e l'autore venne battezzato dai vari articoli di cronaca locale come «Il ladro feticista».